# Devourment
Devourment ist eine 1995 gegründete US-amerikanische Death-Metal-Band aus Texas. Sie wurde durch Brad Fincher (Schlagzeug), Wayne Knupp (Gesang) und Braxton Henry (Gitarre) gegründet und entstand aus der Vorgängerband Necrocide. Devourment gelten in der Death-Metal-Szene als Pioniere des Slam Death Metal, eines Subgenres des Death Metal, welches vor allem durch dominierende Grooves, extreme Breakdowns (Slams), stark heruntergestimmte Instrumente und gutturalen Gesang gekennzeichnet ist.

## Geschichte
Nach mehreren bandinternen Wechseln entstand eine relativ stabiles Line-up bestehend aus Brad Fincher (Schlagzeug), Wayne Knupp (Gesang), Brain (Gitarre), Kevin Clark (Gitarre) und Mike Majewski (Bass). 1997 erschien unter dem Label Corpsegristle Records letztendlich das Demo Impaled, bestehend aus drei Liedern (Choking on Bile, Festering Vomitous Mass, Shroud of Encryption). Obwohl der Sound nicht besonders ausgefeilt und die instrumentalen Leistungen nicht großartig waren, zeigte das Demo schon, welches Potential hinter dem Namen Devourment steckte. Dementsprechend scharte sich schon eine beachtliche lokale Fanbase um Devourment. Nach internen Differenzen verließ Wayne Knupp zeitweise die Band und der nicht weniger talentierte Ruben Rosas nahm das Mikro in die Hand.
1999 markierte die Veröffentlichung des ersten Albums Molesting the Decapitated (8 Lieder) über das amerikanische Label United Guttural Records den Einschnitt in die Historie Devourments. Das Album zeichnete sich vor allem durch einen drückenden Sound, Rosas’ ultratiefen Vocals sowie furiose Breakdowns und ständig variierende, „walzende“ Rhythmen aus. Obwohl der Begriff Slam Death Metal schon vorher durch die Szene geisterte, gab ihm Devourments Molesting the Decapitated das entsprechende Gesicht dazu. Praktisch „über Nacht“ erlangten sie eine vorher undenkbare Bekanntheit innerhalb des Death Metals, was auch daran lag, dass Devourment viele Auftritte innerhalb Texas’ sowie auf den größeren Death-Metal-Festivals in den USA spielten (z. B. Ohio Death Fest, Maryland Death Fest).
Aus heiterem Himmel wurde dann der vorbestrafte Ruben Rosas festgenommen (Verstoß gegen die Bewährungsauflagen). Dies geschah in derselben Nacht als Molesting the Decapitated herauskam. Obwohl sich die Bandmitglieder nach diesem Schock erst entschieden, getrennte Wege zu gehen, restrukturierten sich Devourment ohne Brain und Rosas, aber mit Wayne Knupp, der wieder die Vocals übernahm. Die Fans gelten hier als Hauptgrund für diese Entscheidung. Zusammen nahmen sie das Lied Babykiller auf und mixten dieses zusammen mit dem Demo Impaled und Molesting the Decapitated 2004 zu einem neuen Release: 1.3.8. Die bestehende Kombo hatte dennoch nach Ruben Rosas’ Inhaftierung keine weiteren Auftritte mehr und Devourment geriet erst mal aufs Abstellgleis, obwohl Ruben Rosas nach zweieinhalb Jahren entlassen wurde und versuchte die Band zu reanimieren. Aus dieser Zeit entstand der mittlerweile bei den Devourment-Mitgliedern verhasste und in der Diskografie weitgehend ignorierte Song Kill That Fucking Bitch. Er wurde niemals in einem Studio aufgenommen.
Nach mehreren Monaten gaben sich Ruben, Wayne und Mike dennoch einen Ruck und entschieden Devourment wieder zu beleben und eine neue Platte Butcher the Weak aufzunehmen. Obwohl Wayne nach Bandauskünften noch Support-Sänger auf der LP sein wird, ist er nicht mehr offizielles Bandmitglied. Statt Brad Fincher bedient nun der neue Eric Park das Schlagzeug sowie der ebenso neu hinzugekommene Chris Andrews den Bass. Das derzeitige Line-up ist Mike Majewski (Gesang), Ruben Rosas (Gitarre), Eric Park (Schlagzeug) und Chris Andrews (Bass).
Seit 2006 ist die Band beim Undergroundlabel Brutal Bands unter Vertrag. Dort wurde das 2005 veröffentlichte Album Butcher the Weak neu eingespielt und mit stark verbessertem Sound und überarbeitetem Cover wiederveröffentlicht.
Am 15. September 2007 verstarb der Originalsänger Wayne Knupp an Organversagen, welches auf Alkoholmissbrauch zurückzuführen ist.

## Stil
Besonders kennzeichnend für Devourment sind der extrem drückende Sound, die schleppenden, groovelastigen Rhythmen sowie die schon gurgelähnlichen Growls von Wayne Knupp (zu Demozeiten), Ruben Rosas (Gesang für Molesting the Decapitated, heute Back-up-Vocals) und zurzeit Mike Majewski. Auch ist das Gesamtarrangement sehr düster und basslastig. Auf Soli wie zum Beispiel bei Suffocation wird gänzlich verzichtet, stattdessen tritt eher grindcoreähnliches Spiel neben den Breakdowns und Grooves in den Vordergrund. Textlich orientiert sich die Band an den Wurzeln des Death Metal und gibt sich ausschließlich Schlachtungs-, Mord- und Gewaltfantasien hin:
Here I come, they call me, a beast like none before, I suck the abscess of dead infants, I want some more, I am Babykiller, I kill pregnant sluts and whores.

## Diskografie
- 1997: Impaled (Demo)
- 1999: Promotions-Demo
- 1999: Molesting the Decapitated (Album)
- 2000: 1.3.8. (Best-of-Album)
- 2002: Kill That Fucking Bitch (EP)
- 2005: United States of Goregrind (Split-Album)
- 2005: Official DVD
- 2005: Autoerotic Asphyxiation (Demo)
- 2005: Butcher the Weak (Album)
- 2006: Promo (Demo)
- 2006: Promo-EP
- 2006: Limb-Splitter (Split-EP) mit Sect of Execration, Godless Truth und Sarcolytic
- 2007: DVD 2
- 2009: Unleash the Carnivore
- 2010: DVD 2.5
- 2013: Conceived in Sewage (Album)
- 2019: Obscene Majesty (Album)